# Liste des épisodes de Wolff, police criminelle
 (janvier 2012).
Si vous disposez d'ouvrages ou d'articles de référence ou si vous connaissez des sites web de qualité traitant du thème abordé ici, merci de compléter l'article en donnant les références utiles à sa vérifiabilité et en les liant à la section « Notes et références ».
Cet article fourni la liste des épisodes de la série télévisée allemande Wolff, police criminelle (Wolffs Revier).

## Saison 1 (1992-1993)
1. Meurtre sur la voie (Mord hat Vorrang)
2. La veuve en blanc (Witwe in Weiß)
3. Le trafic du caviar (Katharina und Kaviar)
4. Meurtres à domicile (Wohnungstod)
5. L'enlèvement (Geldwäscher)
6. Vite riche, vite mort (Schnell Reich, schnell tot)
7. Bonbons mortels (Reicher Gigolo)
8. Le peintre assassiné (Schwerkraft des Mordes)
9. Les malfaiteurs ne sont pas ponctuels (Verbrecher sind nicht Pünktlich)
10. Bas les masques (Mord ist Strafbar)
11. Légitime défense (Notwehr)
12. Une question de courage (Zivilcourage)
13. Qui a tué Tommy ? (Tommy ist tot)
14. Trafic d'armes (Knast)
15. Pour solde de tout compte (Alte Rechnungen)
16. La fille du consul (Die Tochter)

## Saison 2 (1993-1994)
1. La Louve (2 parties) (Die Wölfin)
2. Coup de poker (Poker)
3. Pour une maison en Espagne (Ich knall' dich ab)
4. La Mygale (Die Spinne)
5. L'École de la violence (Klassenkeile)
6. Le Miracle (Das Wunder)
7. Coup monté (Rufmord)
8. La course au trésor (Totentanz)
9. Au nom de l'amour (Der Dieb)
10. Poulet frit (Galgenfrist)
11. Un sale boulot (Ein schmutziger Job)
12. Roulette (Roulette)
13. Les morts ne témoignent pas (Toter Zeuge, guter Zeuge)
14. À la porte du garage (Doppelt genäht)
15. Mort d'une infirmière (Der Tod der Krankenschwester)
16. Crevaison (Reifenpanne)
17. La grande magouille (Der Drahtzieher)
18. Argent comptant (Cash)
19. Faux coupable (Gesühnt)
20. Vendetta (Selbstjustiz)

## Saison 3 (1994)
1. L'araignée italienne (Palermo ist nah)
2. Méfiez-vous des amis (Ich hatt' einen Kameraden)
3. Bombe à retardement (Mein Vater baut die Bombe)
4. L'Otage (Die Geisel)
5. Meurtres en série (Grauzone)
6. Hôtel particulier (Love hotel)

## Saison 4 (1995)
1. Braqueurs en herbe (Todsicher)
2. Seize ans de trop (Silke, sechzehn)
3. Un ami de longue date (Amigos)
4. Grain de beauté (Sommersprossen)
5. L'enlèvement (Kalt ist der Abendhauch)
6. Le troisième œil (Das dritte Auge)
7. Tir sans sommation (Rettungsschuss)
8. Voyage scolaire (Klassenfahrt)
9. Question de territoire (Taekwon-Do)
10. L'interview (Das Interview)
11. Tabous (Tabu)
12. Laboratoire (Mausetot)
13. Une famille déchirée (Tod einer Familie)
14. Alchimie (Chemie der Liebe)
15. Cœurs brisés (Gebrochene Herzen)

## Saison 5 (1996)
1. Amnésie (Angeklagt: Dr. Fried)
2. Marie (Das Mädchen Marie)
3. Où est ton frère ? (Wo ist dein Bruder?)
4. Double jeu (Schattenspiel)
5. Pour l'amour d'un enfant (Blutspur)
6. La vengeance (2 parties) (Du sollst töten)
7. L'honneur de la famille (Ibrahims Ehre)
8. Le déserteur (Der Deserteur)
9. Porte à porte (Klinkenputzer)
10. Mal de l'air (Flugangst)
11. Carton rouge pour Sawatzki (Rotlicht für Sawatzki)
12. Mise à prix (Kopfgeld)
13. Cherchez la femme (Cherchez la femme)
14. Un alibi en béton (Ein wasserdichtes Alibi)

## Saison 6 (1997)
1. L'élixir des rêveurs (2 parties) (Urlaub in den Tod)
2. Max (Zahltag)
3. Le gros lot (Eiskalt)
4. Wallmann sort aujourd'hui (Wallmann kommt raus)
5. Thérapie (Ende einer Therapie)
6. Le dernier baroud (Lebendig begraben)
7. Brubeck (Brubeck)
8. La petite mort (Der kleine Tod)
9. Justice pour tous (Auto-Crash)
10. Double dames (Damendoppel)
11. Au nom du père (Im Namen des Vaters)
12. L'amant (Clever und tot)

## Saison 7 (1998)
1. Le franc-tireur (Der Heckenschütze)
2. À la Une (Ein todsicherer Plan)
3. Marathon (Marathon)
4. En plein cœur (Mitten ins Herz)
5. Le Fou (Bauernopfer)
6. Traque informatique (Computerspiele)
7. La Réfugiée (Die Tote an der S-Bahn)
8. Relations d'affaires (Freiwild)
9. Dans la ligne de feu (Im Visier)
10. Descente aux enfers (Flucht ins Verderben)
11. Les Héritiers (Ein hundsgemeiner Mord)
12. À chacun sa cible (Zwei Seelen, ein Gedanke)

## Saison 8 (1999)
1. Sans mobile apparent (Recht auf Mord)
2. Frères de sang (Blutsbrüder)
3. La femme du chimiste (Die Frau des Chemikers)
4. Trois amis (Tod und auf Wiedersehen)
5. Une question de temps (Der Killer)
6. Bangkok - Berlin (Bangkok - Berlin)
7. Les Innocents (Mit Satans Hilfe)
8. Dernière partie (Der Totschläger)
9. Le cinéphile (Ich habe Sylvie Engel getötet)
10. Mise en scène (Eine Mordsshow)
11. Sosies (Bis das der Tod...)
12. Pour l'amour d'Irina (Blutiger Schmuck)

## Saison 9 (2000-2001)
1. Danse avec le diable (Tanz mit dem Teufel)
2. Le poseur de bombes (Der Yankee Bomber)
3. Mon père (Väter)
4. La mort est un effet spécial (Der Tod ist ein Spezialeffekt)
5. Le Piège de Wolff (Wolffs Falle)
6. La Tique (Die Zecke)
7. L'extrême sanction (Querschläger)
8. L'art de tuer (Die Kunst des Tötens)
9. Le chat et la souris (Katz & Maus)
10. L'amour à mort (Blutrache)
11. Dérapage (Fahrstunde)
12. Le jour du règlement de comptes (Tag der Abrechnung)
13. Le huitième meurtre (Der achte Mord)
14. Caméra cachée (Eindeutig Notwehr)
15. Le pari mortel (Die Wette)

## Saison 10 (2002)
1. Hold-up au supermarché (Jeanette)
2. Légitime violence (Tödliche Lektion)
3. Le cadavre du lac (Standrecht)
4. Un village si tranquille (Wildwechsel)
5. Le rachat (Der Wiedergutmacher)
6. Chantage sur ordonnance (Tausend kleine Helfer)
7. Jeux de rôle (Rollenspiele)
8. Meurtre dans un stade (Sport ist Mord)
9. L'ange gardien (Der Schutzengel)
10. Ecstasy (Ecstasy)
11. Larmes fatales (Trennungsmüll)

## Saison 11 (2003)
1. L'affaire Kramer (Der Fall Kramer)
2. Le piège de Vénus (Die Venusfalle)
3. Mort ou vivant (Tot oder lebendig)
4. Un taxi pour la Lune (Taxi zum Mond)
5. Innocent mais coupable (Aus Fehlern wird man klug)
6. Au pair (Au Pair)
7. L'enlèvement (Im Zwielicht)
8. Thérapie de groupe (Die Montagsgruppe)
9. Le troisième homme (Der dritte Mann)
10. La Momie (Die Mumie)
11. Réflexe d'amour (Heiße Suppe)

## Saison 12 (2003-2004)
1. L'attrape rêve (Traumfänger)
2. Sans traces (Spurlos)
3. Rendez-vous mortel (Blind Date)
4. La fuite de Jeannette (Jeanettes Flucht)
5. Délit de fuite (Fahrerflucht)
6. Ombres (Schattenwesen)
7. Double meurtre (Kleine Zwerge, lange Schatten)
8. Le Témoin (Unwürdiger Zeuge)
9. La mort en uniforme (Tod in Uniform)
10. L'héroïne (Die Heldin)
11. Carambolage (Karambolage)
12. Un jour en mai (An einem Tag im Mai)
13. La Fin de la diplomatie (Diplomatie am Ende)
14. Intégrité bafouée (Die Richter)
15. Cauchemar à Amsterdam (Amsterdam sehen und sterben)

## Saison 13 (2005-2006)
1. En son propre nom (In eigener Sache)
2. Enfants brûlés (Gebrannte Kinder)
3. Tir artificiel (Kunstschuss)
4. Gloire passée (Wege zum Ruhm)
5. Puissances occultes (Fauler Zauber)
6. Cours étrangers (Grenzgänger)
7. Le dernier chevalier (Der letzte Ritter)
8. Tout par amour (Alles aus Liebe)
9. Test de dureté (Härtetest)
10. Un meurtre peut en cacher un autre (Herzblut)
11. Sept ans pour rien (Von Liebe und Hass)
12. Conséquences tardives (Spätfolgen)
13. Court circuit (Kurzschluss)
14. titre français inconnu (Angst)

## Téléfilm (2012)
1. titre français inconnu (Kampf im Revier)

## Sources
- http://www.programme-tv.net/programme/series-tv/r3650-wolff-police-criminelle/
- http://www.krimiserien.de.vu/